# ジェイムズ・ボズウェル

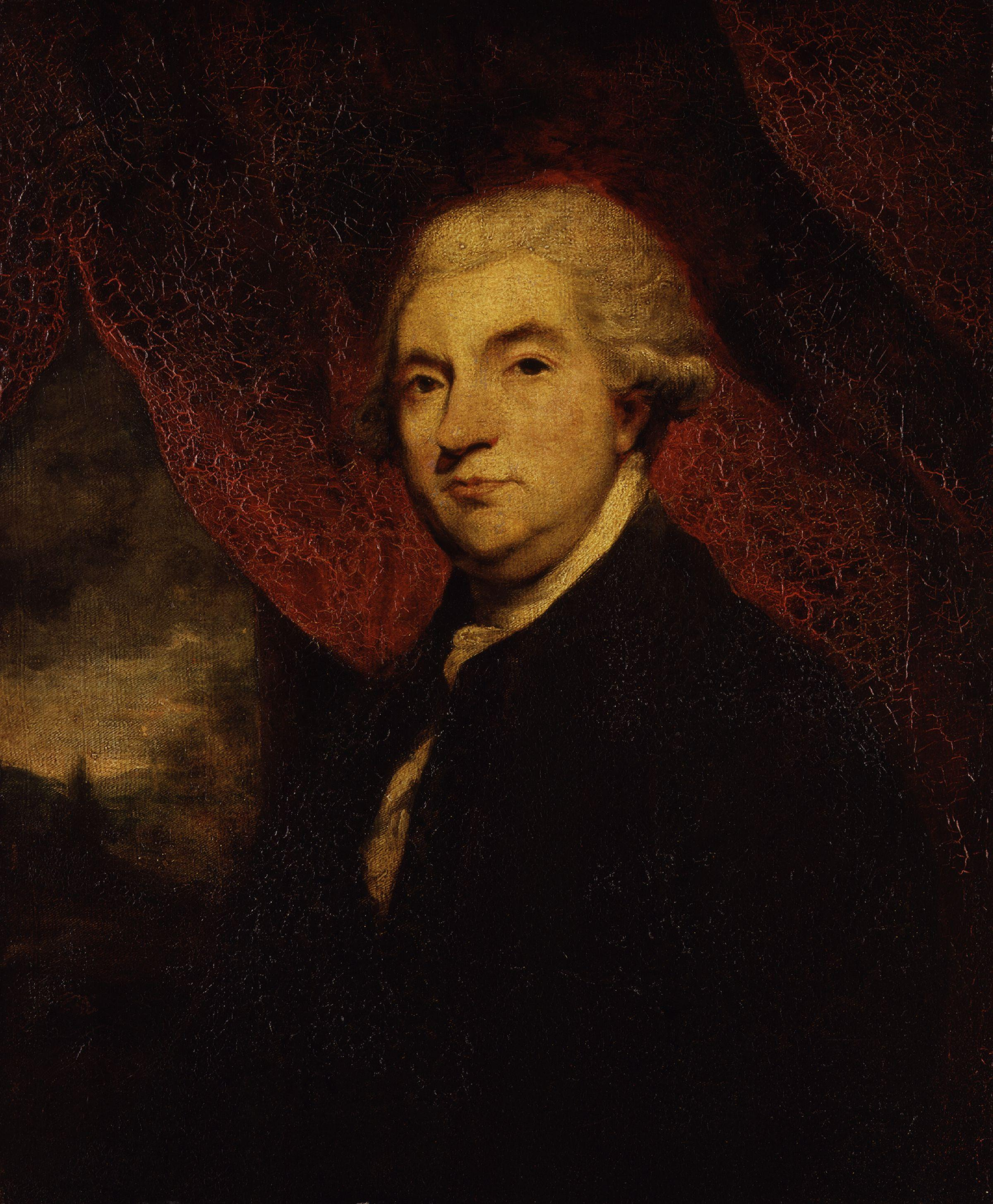
ジェイムズ・ボズウェル

ジェイムズ・ボズウェル（James Boswell, 1740年10月29日 - 1795年5月19日）は、スコットランド出身の法律家、作家。伝記文学の傑作と評される『サミュエル・ジョンソン伝』の著者として知られる。ボズウェルが遺した日記も日記文学として評価されている。

## 経歴
エディンバラ生まれ、父は裁判官であった。グラスゴーで法律を学んだ（アダム・スミスの教えを受けた）。1763年、ロンドンで英語辞典の編纂で高名なサミュエル・ジョンソンに初めて出会い、以後交友を結んだ。1763-1766年にかけてグランドツアーに出かけ、その詳細な記録を残している。オランダのライデン大学で真面目に学び、次いでドイツ、スイス（ジュネーヴに亡命中のヴォルテールを訪れた）などを回ったが、イタリアでは羽目を外して放蕩にふけった。
1766年以降、エディンバラで弁護士業を行う。1768年、『コルシカ島記』（Account of Corsica）を著し、文名を上げた。1769年に結婚し、家庭を持つが、酒とギャンブルにおぼれる自堕落な生活を送った。1782年に父が死去し、オーキンレック（Auchinleck）の領主となった。
この間サミュエル・ジョンソンに親しく師事し、ジョンソン死去（1784年）の後、伝記の執筆を依頼された。1786年、ロンドンに移住し、弁護士業で成功しようとするがうまくゆかず失意の日々であった。ジョンソン伝執筆に心血を注ぎ、1791年に刊行した。
『サミュエル・ジョンソン伝』は、教養あるイギリス人の必読書といわれ、伝記文学の傑作と評価されている。本書は師ジョンソンの言動を詳細に記録しており、英語で"Boswellian"（ボズウェル流）と言えば「細大漏らさずに書く」を意味するほどである。ボズウェルは抜群の記憶力の持ち主で、ジョンソンの話すことを速記で書き留め、帰宅後に整理し記録していた。また、関係者への綿密な聞き取り調査や書簡などを参照して伝記を書き上げた。
20世紀になってボズウェルがオーキンレックに遺していた膨大な文書群（日記、グランドツアーの記録やジョンソン伝の草稿などを含む）が発見された。現在はイエール大学が所蔵し、1950年から89年まで、全13巻で刊行を行った。

## 語録

Account of Corsica, 1768

- "For my own part I think no innocent species of wit or pleasantry should be suppressed: and that a good pun may be admitted among the smaller excellencies of lively conversation."
- "We cannot tell the precise moment when friendship is formed. As in filling a vessel drop by drop, there is at last a drop which makes it run over. So in a series of kindnesses there is, at last, one which makes the heart run over."
- "My heart warmed to my countrymen, and my Scotch blood boiled with indignation. I jumped from the benches, roared out 'Damn you, you rascals!', hissed and was in the greatest rage . . . I hated the English; I wished from my soul that the Union was broke and that we might give them another battle of Bannockburn"

## 文献
- The Life of Samuel Johnson, Facsimile Reprint of First Issue of the First Edition, bound with The Principal Corrections and Additions to the First Edition, 2 volumes (ISBN 978-4-901481-69-4)
- The Life of Samuel Johnson。小椋晴次訳注、研究社英文學叢書、復刻1983年。初刊は1931年
- Johnson's Journey to the western islands of Scotland ; and Boswell's Journal of a tour to the Hebrides with Samuel Johnson. by R.W. Chapman, Oxford University Press, 1970

日本語訳
- 『サミュエル・ヂョンスン伝』、神吉三郎訳、岩波文庫（抄訳 全3巻）、復刊1988年
- 『サミュエル・ジョンソン伝』、中野好之訳、みすず書房（全3巻）、1981‐83年、オンデマンド版2011年
  - 簡略版『ジョンソン博士の言葉』、中野好之編訳、みすず書房〈大人の本棚〉、2002年
- 『ヘブリディーズ諸島旅日記』、諏訪部仁・市川泰男ほか3名訳、中央大学出版部、2010年（中央大学人文科学研究所翻訳叢書）
- 『ジェームズ・ボズウェルのロンドン日誌』、秋山平吾訳、千城、1977年。横書き、1762年の日記